# NGC 7753
NGC 7753 je prečkasta spiralna galaktika u zviježđu Pegazu. U međudjelovanju je s galaktikom NGC 7752 s kojom tvori Arp 86.

## Vanjske poveznice
- (engl.) SEDS: NGC 7753
- (engl.) Hartmut Frommert: Revidirani Novi opći katalog
- (engl.) Izvangalaktička baza podataka NASA-e i IPAC-a
- (engl.) Astronomska baza podataka SIMBAD
- (engl.) VizieR
- DSS-ova slika NGC 7753  Arhivirana inačica izvorne stranice od 4. ožujka 2016. (Wayback Machine)
- (engl.) Auke Slotegraaf: NGC 7753 Deep Sky Observer's Companion
- (engl.) Courtney Seligman: Objekti Novog općeg kataloga: NGC 7750 - 7799